# Dubiaranea ornata
Dubiaranea ornata är en spindelart som beskrevs av Alfred Frank Millidge 1991. Dubiaranea ornata ingår i släktet Dubiaranea och familjen täckvävarspindlar.
Artens utbredningsområde är Colombia. Inga underarter finns listade i Catalogue of Life.